# Michael Franzese
Michael Franzese, nato Michael Grillo (Brooklyn, 27 maggio 1951) è un ex mafioso statunitense, già caporegime della famiglia Colombo di New York, e figlio dell’ex sottocapo Sonny Franzese.
In gioventù, Michael era iscritto a un programma di studi pre-medici presso la Hofstra University, ma abbandonò gli studi per sostenere economicamente la famiglia, dopo che nel 1967 il padre fu condannato a 50 anni di carcere per una rapina in banca.
Negli anni successivi, Michael giocò un ruolo chiave nell’organizzazione di una vasta truffa ai danni del governo federale, basata sull’evasione delle tasse sui carburanti, durante i primi anni ’80. All’età di 35 anni, nel 1986, la rivista Fortune lo inserì al 18º posto nella classifica dei “Cinquanta boss mafiosi più ricchi e potenti”. Secondo quanto dichiarato dallo stesso Franzese, al culmine della sua carriera arrivava a guadagnare fino a 8 milioni di dollari a settimana.

## Biografia
Michael Franzese nacque il 27 maggio 1951 a Brooklyn, New York, figlio di John "Sonny Bono" Franzese, sottocapo della famiglia criminale Colombo, e di Cristina Capobianco-Franzese. Tuttavia, per molti anni Michael ebbe dubbi sulla vera identità di suo padre biologico. Inizialmente, infatti, credeva di essere stato adottato da Sonny dopo che sua madre aveva divorziato da Frank Grillo, che Michael riteneva essere il suo vero padre. Racconta di aver usato il nome "Michael Grillo" fino all’età di 18 anni.
La verità emerse più tardi: Sonny Franzese, già sposato e padre di tre figli, aveva messo incinta Cristina Capobianco, all’epoca sedicenne e cameriera al Stork Club di Manhattan. Per evitare lo scandalo di un figlio illegittimo, Cristina sposò Grillo. Più tardi, quando la mafia concesse a John il divorzio dalla sua prima moglie, Grillo sparì e John sposò Cristina.
Michael si trasferì poi a Long Island. All’inizio, suo padre non voleva che seguisse le sue orme nel crimine organizzato. Tuttavia, nel 1971, decise di abbandonare l’università per aiutare la famiglia, dopo che Sonny fu condannato nel 1967 a 50 anni di carcere per rapina in banca.

## Carriera criminale

### Gli inizi
Franzese iniziò a frequentare gli amici del padre, come Joseph Colombo, e secondo il suo racconto, fu ufficialmente "fatto" (made) - ossia, divenne membro a pieno titolo della famiglia - la notte di Halloween del 1975, sotto il boss ad interim Thomas DiBella. Durante la cerimonia, pronunciò il giuramento di sangue e promise fedeltà alla regola dell’omertà. Furono "fatti" insieme a lui anche gli amici Jimmy Angelino, Joseph Peraino Jr., Salvatore Miciotta, Vito Guzzo Sr. e John Minerva - tutti, tranne Miciotta, morirono in modo violento nei vent’anni successivi. Anche se Franzese racconta che la cerimonia avvenne nel 1975, le cronache riportano che i registri delle nuove affiliazioni furono ufficialmente riaperti solo nel 1976, dopo essere rimasti chiusi dal 1957.
Per un breve periodo, Michael fu sotto la guida del soldato della famiglia Colombo Joseph "Joe-Joe" Vitacco. Alla fine degli anni ’70, incontrò anche John Gotti, futuro boss della famiglia criminale Gambino, che allora era ancora un semplice soldato. In quell’occasione, un commerciante di un mercato delle pulci di Bay Ridge, Brooklyn, si lamentò con Franzese perché il suo socio stava usando e spacciando droga nel mercato. Michael accettò di spaventare il socio e prendere il suo posto. Mandò così Anthony Sarivola, soldato dei Colombo poi diventato informatore, insieme a un altro membro mai identificato. Tuttavia, Gotti sostenne che quel socio fosse un suo affiliato. Nonostante l’episodio, Franzese in seguito disse di ammirare Gotti, apprezzandone la rigida adesione allo stile di vita mafioso e il suo ego smisurato.
Nel 1980, Michael Franzese era già diventato caporegime, a capo di una squadra composta da circa 300 uomini.

### Contrabbando di benzina
Nel 1981, Michael Franzese fu contattato da Lawrence Salvatore Iorizzo, che aveva ideato un sistema per frodare il governo federale sulle tasse sui carburanti. Iorizzo, che stava avendo problemi con alcuni criminali in California, offrì a Franzese una percentuale dei guadagni in cambio di protezione e aiuto per risolvere la situazione. I due misero in piedi 18 società anonime con sede a Panama. All’epoca, secondo la legge panamense, la benzina poteva essere venduta tra aziende all’ingrosso senza pagare tasse. Franzese strinse anche un’alleanza con la mafia russa di Brooklyn per portare avanti lo schema.
La truffa funzionava così: la benzina veniva venduta sulla carta da una società all’altra, mentre fisicamente veniva spedita altrove. Una terza azienda, una società fantasma, si occupava di vendere la benzina "su carta" e produceva documenti fiscali falsificati. Il gruppo di Franzese riusciva così a incassare e intascare i nove centesimi per gallone previsti come tassa federale sulla benzina. Quando le autorità tentavano di riscuotere le tasse dalla società fantasma, questa dichiarava fallimento, permettendo alla catena di ricominciare da capo. Si stima che questo schema rifornisse tra un terzo e la metà di tutta la benzina venduta nell’area metropolitana di New York. Secondo le autorità, Franzese si teneva il 75% dei profitti, arrivando a guadagnare 1,26 milioni di dollari al mese, mentre Iorizzo ne incassava 45.000. Un collaboratore riferì successivamente che Franzese guadagnava 1 milione di dollari a settimana solo da questa operazione.
Franzese stesso dichiarò che, all'apice della sua carriera, arrivava a generare fino a 8 milioni di dollari a settimana. I funzionari fiscali stimarono che solo nello stato di New York venissero sottratti 250 milioni di dollari l’anno in tasse sulla benzina, cifra che salì ulteriormente quando l’organizzazione si spostò in Florida, dove si parlò di una perdita tra i 40 e i 250 milioni di dollari all’anno. Si ritiene che il denaro venisse riciclato attraverso la casa di produzione cinematografica di Franzese, la Miami Gold, e poi spostato su conti offshore in Austria e Panama. Con i proventi, Franzese acquistò una villa a Delray Beach, in Florida.
Nel 1986, la rivista Fortune lo inserì al 18º posto nella classifica dei "Cinquanta boss mafiosi più ricchi e potenti". Vanity Fair lo descrisse come uno dei maggiori generatori di denaro per la mafia dai tempi di Al Capone. Negli anni ’80, fu soprannominato il "Don Yuppie" e il "Principe della Mafia".

### Intrattenimento, gestione sportiva e altre attività
Negli anni Settanta, Michael Franzese iniziò a entrare nel mondo degli affari leciti e, entro la metà degli anni Ottanta, riuscì a costruire un vero e proprio impero, controllando diverse attività come concessionarie d’auto, società di leasing, officine meccaniche, ristoranti, nightclub, un’impresa edile, case di produzione e distribuzione cinematografica, agenzie di viaggio e videoteche.
Già nel 1980, Franzese divenne socio dell’agente artistico Norby Walters, entrando nella sua agenzia di booking. Il suo ruolo era quello di intimidire clienti attuali e potenziali. In seguito, Franzese testimoniò di aver fornito i primi 50.000 dollari a Walters per avviare l’agenzia, assicurandosi il 25% dei profitti. Inoltre, interveniva personalmente con quegli artisti o manager che creavano problemi a Walters, incontrandoli di persona per "persuaderli". Nel 1981, riuscì a imporre Walters come agente nel tour americano di Michael Jackson e dei suoi fratelli. L’anno successivo, quando il manager di Dionne Warwick voleva licenziare Walters, Franzese lo incontrò e lo convinse a mantenere il contratto.
Nel 1983, l’FBI avviò un’indagine sui legami del promoter di boxe Don King con la criminalità organizzata e puntò su Franzese per introdurre un agente sotto copertura, che usava il nome falso di Victor Quintana, nel mondo della boxe. Franzese, che dichiarò di non aver mai incontrato King prima, raccontò di essere stato presentato a lui dal leader dei diritti civili Al Sharpton, che a sua volta conosceva tramite il mafioso della famiglia Genovese Daniel Pagano. L’idea era che "Quintana" fingesse di voler investire grosse somme per entrare nel business del pugilato e così spingere King a rivelare i suoi contatti criminali. Tuttavia, l’operazione fallì quando l’agente sotto copertura non riuscì a consegnare il denaro promesso.
Nel 1985, Walters lanciò un’agenzia di gestione sportiva, sempre con Franzese come socio occulto. Durante un incontro, Franzese accettò di versare altri 50.000 dollari in cambio del 25% di partecipazione nei guadagni dell’agenzia sportiva.
Franzese fu anche presidente della casa di produzione cinematografica Miami Gold, che produsse il film Knights of the City nel 1986.

## Arresto e condanna
Nell’aprile del 1985, Michael Franzese fu assolto da un'accusa di racket. Tuttavia, nel dicembre dello stesso anno, fu nuovamente incriminato sia in Florida che a New York per reati legati alla contraffazione e all'estorsione nell’ambito del traffico illecito di carburante. A New York, Franzese fu tra nove imputati accusati di 14 capi d'imputazione. In Florida, invece, fu uno dei 26 incriminati nell’ambito di un’inchiesta chiamata "Operation Tiger Tail", che portò a 177 capi d'accusa dopo 16 mesi di indagini.
L'ex socio Lawrence Iorizzo, già condannato a cinque anni e a un risarcimento di 1,7 milioni di dollari per il furto di tasse sul carburante, iniziò a collaborare con la giustizia e testimoniò contro Franzese e gli altri membri della rete criminale nel marzo 1985. Il 21 marzo 1986, Franzese si dichiarò colpevole di un’accusa di associazione a delinquere finalizzata al racket e una di cospirazione fiscale. Fu condannato a 10 anni di carcere e obbligato a versare 14,7 milioni di dollari in risarcimenti, accettando di vendere i suoi beni, tra cui una villa a Old Brookville, New York, la sua casa di produzione cinematografica Miami Gold, e di destinare i proventi del film Knights of the City alla restituzione. In seguito raggiunse un patteggiamento anche in Florida, dove fu condannato a 9 anni per racket statale, pena da scontare contemporaneamente a quella federale. Gli fu inoltre imposto di pagare ulteriori 3 milioni allo Stato della Florida.
Nel marzo 1989, Franzese fu chiamato a testimoniare nel processo contro Norby Walters, accusato di aver usato il nome di Franzese per intimidire atleti universitari come Maurice Douglass a firmare contratti di rappresentanza. In cambio della sua testimonianza, gli fu garantita l’immunità per questo caso. Walters fu giudicato colpevole, multato per 395.000 dollari e condannato a 5 anni, con il giudice che sottolineò l'importanza della testimonianza di Franzese. Poco dopo, Franzese fu rilasciato sulla parola, dopo aver scontato 43 mesi. Tuttavia, nel settembre 1990, la condanna di Walters fu annullata dalla Corte d’Appello per un vizio procedurale.
Il 27 dicembre 1991, Franzese fu nuovamente condannato a 4 anni di carcere federale a New York per aver violato le condizioni della libertà vigilata concessa nel 1989. Era stato arrestato a Los Angeles per frode fiscale e riportato a New York per l’udienza. In aula, i procuratori sottolinearono che Franzese aveva iniziato a saldare i risarcimenti solo a inizio anno. Il procuratore Andrew J. Maloney dichiarò:
Il signor Franzese ha preso in giro il governo per anni. Lo consideriamo essenzialmente un truffatore.
Gli stessi procuratori affermarono che, a causa delle sue violazioni, Franzese non era più considerato un collaboratore federale attendibile.
Mentre era detenuto nel 1991, Franzese racconta di essere diventato un cristiano rinato, dopo aver ricevuto una Bibbia da una guardia carceraria. Passò inoltre tre anni in isolamento.

## Dopo il carcere
Michael Franzese fu rilasciato il 7 novembre 1994 e l’anno successivo si ritirò ufficialmente dalla mafia, trasferendosi in California con la moglie e i figli. Il trasferimento fu anche motivato dai numerosi tentativi di omicidio e minacce ricevute, incluso un contratto sulla sua vita approvato dal suo stesso padre. Dal suo rilascio, Franzese ha pubblicamente rinnegato la vita criminale, dichiarando:
Non ho mai glorificato la mia vita nella mafia. È una vita malvagia.
E ha aggiunto:
Non conosco una sola famiglia legata a quella vita [mafiosa] che non sia stata completamente devastata.
Da allora, si è dedicato a fare lo speaker motivazionale, parlando ai giovani nelle scuole, nelle carceri e in altri contesti pubblici. Interviene anche in conferenze e chiese cristiane, come la Willow Creek Community Church nel 2016.

### Cinema e televisione
- Il 23 luglio 2002, durante un'apparizione nel programma HBO Real Sports with Bryant Gumbel, Franzese affermò che negli anni '70 e '80 aveva convinto alcuni giocatori dei New York Yankees indebitati con strozzini della famiglia Colombo a truccare le partite per favorire scommesse. La società degli Yankees smentì immediatamente queste accuse.
- Nel 2013, fu pubblicato il documentario The Definitive Guide to the Mob da Lionsgate, con Franzese come commentatore. Nello stesso anno, partecipò anche alla serie Inside the American Mob di National Geographic.
- Nel 2014, produsse e pubblicò il film autobiografico God the Father, uscito in 20 città americane. Il film, che racconta la sua storia combinando filmati d'archivio, animazioni e interviste, sottolinea come la fede religiosa sia stata la leva che lo ha spinto a cambiare vita.
- Nel marzo 2015, apparve in un documentario in due parti sulla mafia americana condotto dal giornalista Trevor McDonald, parlando sia della ricchezza accumulata sia dei danni che la sua appartenenza alla famiglia Colombo aveva causato alla sua famiglia, motivo per cui aveva scelto di allontanarsi dal crimine organizzato.
- Nel 2017, recitò nel ruolo di un mafioso redento nel film con Kevin Sorbo Let There Be Light.
- Franzese è stato anche il presentatore dello spettacolo teatrale A Mob Story, andato in scena al Plaza Hotel & Casino di Las Vegas nell’ottobre 2018, diretto da Jeff Kutash.
- Nel 2019, divenne cofondatore della catena di pizzerie "Slices Pizza", che offre pizze quadrate in stile siciliano con ingredienti provenienti da Napoli e Campania, cotte in forni artigianali di Venezia. La catena, partita dalla California, arrivò ad avere cinque filiali negli Stati Uniti al suo apice.[50] Nel 2022, lanciò anche una linea di vini armeni chiamata Franzese Wines.[51]
- Nel luglio 2020, partecipò alla docuserie Netflix Fear City: New York contro la mafia.
- Sempre nel 2020, aprì un canale YouTube, dove racconta storie della sua vita criminale, intervista ospiti e recensisce film, serie TV e videogiochi a tema mafia, analizzandone l'accuratezza. Il canale ha superato il milione di iscritti nel gennaio 2023.[52]
- Nel 2024, è apparso nella serie documentaria American Godfathers: The Five Families.
- Nel 2025 è stato ospite in un video del canale YouTube MafiaGameVideos, Franzese ha commentato la sua esperienza e competenza, condividendo la storia della sua vita.[53]

### Libri
Franzese ha scritto sette libri:
- Quitting the Mob (1992)
- Blood Covenant (2003)
- The Good, the Bad and the Forgiven (2009)
- I'll Make You an Offer You Can't Refuse (2011)
- From the Godfather to God the Father (2014)
- Blood Covenant: The Story of the "Mafia Prince" Who Publicly Quit the Mob and Lived (2018)
- Mafia Democracy (2022)

## Vita privata
Michael Franzese è cristiano. Si è sposato due volte. Attualmente vive a Newport Beach, in California, insieme alla moglie Camille Garcia e ai loro sette figli. Conobbe Camille nel 1984 durante le riprese del film Knights of the City a Ft. Lauderdale, in Florida. La moglie, anche lei cristiana, ebbe un ruolo determinante nella sua decisione di abbandonare la vita mafiosa.
Nel 2010, il fratello di Michael, John Franzese Jr., testimoniò contro il loro padre, Sonny Franzese, in un processo per racket, dopo aver registrato di nascosto le conversazioni con lui. Michael definì il fratello "un nessuno nella vita mafiosa" e raccontò che il padre "si sentì male" per essere stato "tradito in quel modo da uno dei suoi figli".
Sonny Franzese fu condannato a otto anni di carcere, venendo rilasciato nel 2017 all’età di 100 anni, e morì tre anni dopo.

## Nella cultura popolare
Nel 1990, il personaggio di Franzese fu interpretato da Joseph Bono nel celebre film di Martin Scorsese Quei bravi ragazzi.